# Damvereniging Denk en Zet Culemborg
Damvereniging Denk en Zet Culemborg is een damvereniging in Culemborg die is opgericht op 26 oktober 1936 en opgeheven op 31 oktober 2022.
Dammen wordt in alle leeftijden gedaan, zowel individueel als in kleine teams of in tientallen. De vereniging werd drie keer kampioen in de Nederlandse clubcompetitie; in de seizoenen 2002/2003, 2004/2005 en 2006/2007. De vereniging dankt haar grootste successen aan de inmiddels opgeheven Damschool Culemborg. Hoofddocent van de damschool was jarenlang internationaal grootmeester John van den Borst. Damlessen worden sinds 2010 gegeven door Robert-Jan van den Akker.  
Bekende dammers die als jeugdspeler begonnen zijn bij de vereniging zijn Jeroen van den Akker, Boudewijn Derkx, Pim Meurs en Pieter Steijlen. Jeugdlid Simon Harmsma werd in 2015 en 2017 kampioen van Nederland. 
In 2022 werd de club opgeheven nadat er slechts tien leden waren overgebleven. De leegloop van de vereniging begon na een incident in 2018, met een jeugdleider, die een van zijn pupillen in zijn badkamer zou hebben gefilmd. De Ereklasseploeg probeerde er de moed in te houden. In Denk en Zets laatste seizoen van de Nederlandse damcompetitie werd de ploeg nog derde. Na de opheffing werd door Robert-Jan van den Akker de bredere Denksportvereniging Culemborg opgericht.